# Lycidocerus sanguineus
Lycidocerus sanguineus là một loài bọ cánh cứng trong họ Cerambycidae.